# Verein Deutscher Lebensversicherer
Der Verein Deutscher Lebensversicherer ist ein Zusammenschluss von Unternehmervertretern aus deutschen Lebensversicherungsunternehmen, Pensionskassen und Pensionsfonds. Nach der Gründung 1869 zunächst Interessenorganisation entsprechender Unternehmen wandelte sich die Bedeutung des Vereins im Laufe der Zeit zur Austauschplattform für wissenschaftliche und praktische Erfahrungen seiner persönlichen Mitglieder.

## Geschichte und Hintergrund
Der Verein gründete sich am 5. September 1869 als „Verein Deutscher Lebensversicherungs-Gesellschaften“, als sich 23 Unternehmen zusammenschließen, um einerseits nach außen die Interessen der Lebensversicherungsunternehmen in den seinerzeit – vor Gründung des Deutschen Reichs – existierenden verschiedenen deutschen Staaten zu vertreten und andererseits nach innen einheitliche Standards zu etablieren. Ein erster Schritt war die Veröffentlichung einer Sterbestatistik für das Deutsche Reich 1870/71 und einer ersten deutschlandweiten Sterbetafel 1883. Für die Öffentlichkeitsarbeit initiierte der Verein 1872 mit dem „Vereinsblatt für Deutsches Versicherungswesen“ ein Periodikum, mit dem insbesondere nach der im Vorjahr erfolgten Reichsgründung auf die Gestaltung des Versicherungsrechts eingewirkt werden sollte. Nachdem ab Beginn der 1890er Jahre zunehmend die Diskussionen um ein Gesetz zur Beaufsichtigung von Versicherungsunternehmen Fahrt aufnahmen und dieses inklusive der Einrichtung eines Reichsaufsichtsamtes Mitte des Jahrzehnts angekündigt wurde (und letztlich im 1901 in Kraft getretenen Versicherungsaufsichtsgesetz mündete), gründete sich 1896 der Verband der Lebensversicherer als Interessenorganisation. In der Folge schwand der Einfluss des Vereins Deutscher Lebensversicherer als Interessenorganisation zunehmend. Daher fokussierte er sich auf Praxisfragen, 1910 wurde für eine angemessenen Berücksichtigung biometrischer Risiken in den Versicherungsverträgen die Zentralstelle für die deutschen Sterblichkeitsuntersuchungen beim Verein gegründet. Während und nach dem Ersten Weltkrieg standen dann – nicht zuletzt auch wegen der teilweise grassierenden Inflation – insbesondere Fragen bezüglich Kapitalanlage und Kosten, aber auch Rechnungslegungsfragen im Vordergrund.
Um einem Verbot während der Zeit des Nationalsozialismus zu entgehen, aber gleichzeitig den persönlichen Kontakt unter den Vorstandsmitgliedern der Vereinsgesellschaften zu erhalten, wurde der Verein 1937 dahingehend umgewandelt, dass nicht mehr die einzelnen Gesellschaften, sondern nur die jeweiligen Vorstandsmitglieder der Unternehmen persönliche Mitglieder waren. Dabei wurde auch das Ziel des Vereins in der Satzung auf den Austausch wissenschaftlicher und praktischer Erfahrungen und die Pflege der persönlichen Beziehungen beschränkt, einhergehend mit der Umbenennung in den noch heute gültigen Namen Verein Deutscher Lebensversicherer. Ab 1942 ruhte kriegsbedingt die Vereinstätigkeit, ab 1950 fanden wieder jährliche Treffen statt.
Dem Verein gehören zurzeit etwa 200 Mitglieder aus aktueller bzw. vorangegangener Tätigkeit in Aufsichtsrat, Vorstand und Geschäftsführung deutscher Lebensversicherungsunternehmen, Pensionskassen und Pensionsfonds an, zudem kann satzungsgemäß der für  Lebensversicherung und Pensionsfonds zuständige Geschäftsführer des Gesamtverbandes der Deutschen Versicherungswirtschaft Mitglied sein.
Seit 2015 ist Herbert Schneidemann, Vorstandsvorsitzender von Die Bayerische, als Nachfolger von Johannes Lörper Vorsitzender des Vereins.